# Maison d'édition et librairie Geca Kon
La maison d'édition et librairie Geca Kon (en serbe cyrillique : Кућа издавача и књижара Геце Кона ; en serbe latin : Kuća izdavača i knjižara Gece Kona) est située à Belgrade, la capitale de la Serbie, dans la municipalité urbaine de Stari grad. Construite en 1928, elle est inscrite sur la liste des biens culturels de la ville de Belgrade.

## Présentation
La maison d'édition et librairie Geca Kon est située 12 rue Knez Mihailova.
Geca Kon (1873–1941) a ouvert se première librairie à Belgrade en 1901 et, parallèlement, il entreprit une activité éditoriale, publiant d'abord des ouvrages de droit, de sciences sociales et de littérature, ainsi que des manuels pour les lycées et les universités. Il a publié les œuvres de nombreux écrivains et érudits serbes comme Jovan Jovanović Zmaj, Branislav Nušić, Jovan Skerlić, Tihomir Djordjevic, Slobodan Jovanović ; il publia également l'Histoire des Serbes de Konstantin Jireček, la Caractérologie des Yougoslaves de Vladmir Dvorniković et des ouvrages de Jovan Cvijić. Dans l'entre-deux-guerres, sa maison d'édition publia plus de cinq cents titres, ce qui en fit l'éditeur le plus important du royaume de Yougoslavie.
En 1932, Kon ouvrit une nouvelle librairie 12 rue Knez Mihailova, qu'il acheta à Petar et Milovan Marić. Un nouveau bâtiment fut construit à cet emplacement en 1928 d'après un projet de Radoslav Todorović. La librairie devint bientôt un lieu de rencontre pour les écrivains et les intellectuels.